# Układ dynamiczny II rzędu
Układ dynamiczny II rzędu – układ dynamiczny opisany równaniem:
{\displaystyle a_{2}{\frac {d^{2}y(t)}{dt^{2}}}+a_{1}{\frac {dy(t)}{dt}}+a_{0}y(t)=u(t).}
Jego transmitancja dana jest wzorem:
{\displaystyle G(s)={\frac {1}{a_{2}(s^{2}+2\tau s+\gamma ^{2})}},}
gdzie:
{\displaystyle 2\tau ={\frac {a_{1}}{a_{2}}},} {\displaystyle \gamma ^{2}={\frac {a_{0}}{a_{2}}},}
gdy:
{\displaystyle \tau ^{2}>\gamma ^{2},} jest to układ przetłumiony,
{\displaystyle \tau ^{2}=\gamma ^{2},} jest to układ tłumiony krytycznie,
{\displaystyle \tau ^{2}<\gamma ^{2},} jest to układ niedotłumiony.